# French Kiss (yacht)
Pour les articles homonymes, voir French Kiss.
French Kiss est un voilier de classe 12 Metre JI, commandé, conçu et construit pour l'America's Cup de 1987 pour l'équipe française Challenge Kis France, skippé par Marc Pajot. 

## Coupe de l'America 1987

### Conception

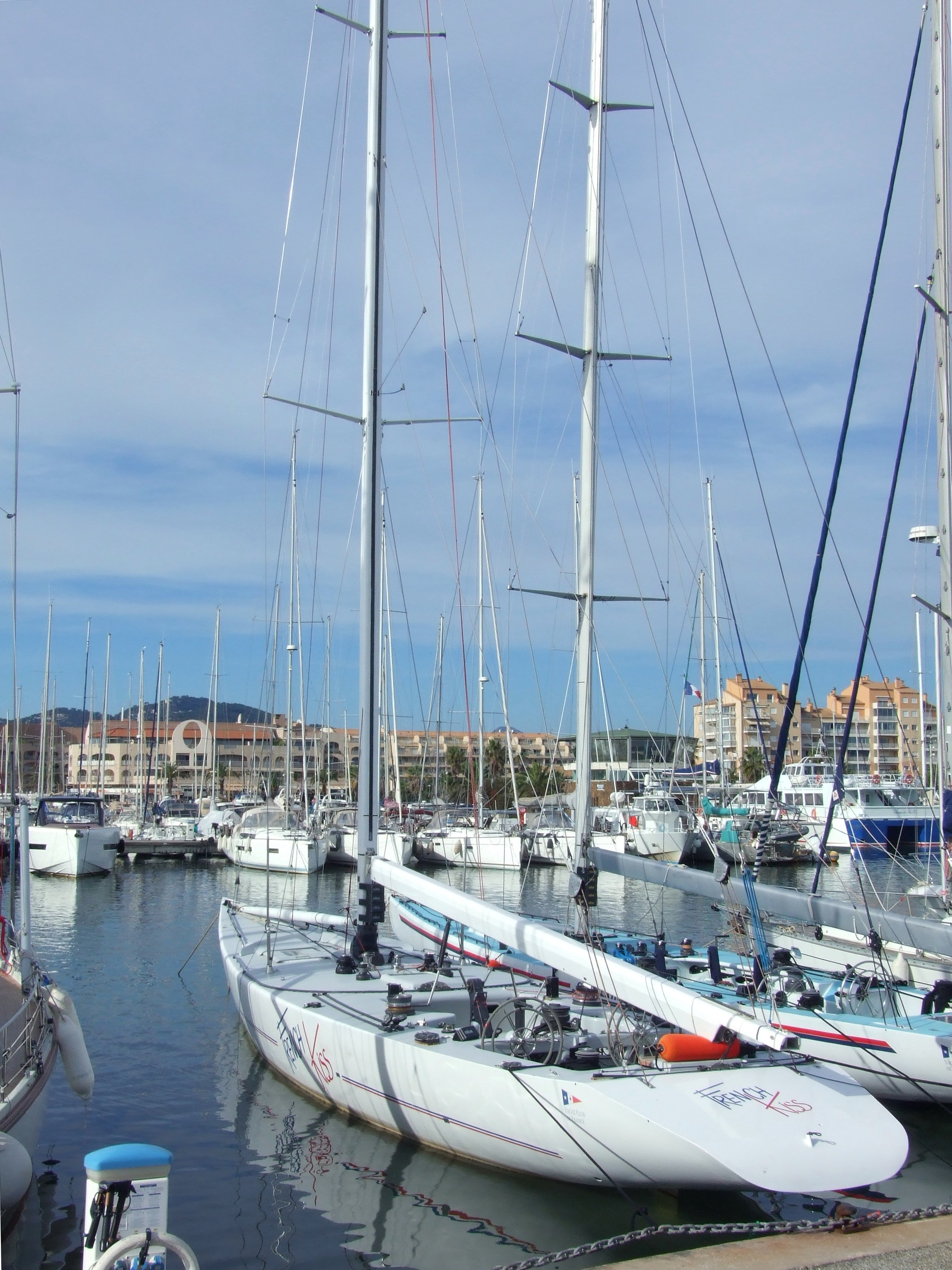
French kiss F-7, à Hyères (Var, France) en 2024.

Dessiné par Philippe Briand, French Kiss a été construit à quelques kilomètres de la Roche-sur-Yon, en Vendée, au milieu des vaches dans un hangar tenu secret, par le chantier Alubat (constructeur alors quasi exclusif de petits dériveurs de voyage en aluminium, nommés Ovni).
Lors des Championnats du monde de fin 1986, précédent la Coupe de l'America à Fremantle sur la côte ouest d'Australie, le skipper Américain de Stars & Stripes (US 55) Dennis Conner aurait affirmé, lors d’une conférence de presse, en parlant du 12m français : « les Français ont de loin le meilleur bateau, mais ils ne le savent pas » !
Autre particularité : à la différence de tous les autres syndicats concurrents qui font faire leurs voiles par la voilerie américaine North Sails, les Français décident de dessiner et fabriquer leurs voiles en Kevlar 49 en France, avec l'aide de Luc Gellusseau, alors directeur du programme.

### Demi-finale
Lors de Louis Vuitton Cup de 1987, le 12 MJI skippé par Marc Pajot se hisse en demi-finale. C'est le seul représentant européen qui atteint alors cette place.
Les syndicats opposants sont alors :
- l'équipe française French Kiss (skipper : Marc Pajot), qui courra contre le Team New Zealand (Chris Dickson) ;
- les Américains Stars & Stripes (Dennis Conner) et USA R-1 (en) (Paul Cayard).

Malheureusement c'est dans les vents soutenus qu'il montre ses meilleurs résultats. Or contrairement à toute la période d'entraînement, la demi-finale se fait avec des vents inférieurs à 15 nœuds et le 12 MJI en polyester Kiwi Magic (en) (KZ-7) l'emporte 4 à 1. Cela reste cependant le meilleur résultat jamais obtenu par une équipe française compte-tenu du nombre de challengers (13). C’est aussi la dernière Coupe des 12 MJI, présents pourtant depuis 1958.

## Palmarès
- 1986 : 5ème place aux Championnats du monde des 12 mètres J.I. (noté plus couramment 12 MJI)
- 1987 : Demi-finales de la coupe Louis-Vuitton à Fremantle en Australie.
- 1996 : 1ère place - Coppa d'Europa
- 1996 : 1ère place - Saint Tropez Rolex Cup
- 1997 : 2ème place - Coppa d'Europa
- 1997 : 1ère place - Saint Tropez Rolex Cup
- 1999 : 3ème place - Championnats du monde des 12 MJI
- 2000 : 1ère place - Saint Tropez Cup
- 2006 : 1ère place des la classe 12 MJI - Saint Tropez Cup